# گروه بزرگ اختروش سترگ

نقشه چگالی اختروش Huge-LQG (دایره‌های مشکی) در مجاورت گروه بزرگ اختروش کلوز-کمپوسانو (صلیبهای قرمز) – نقشه توسط آر. جی. کلوز از دانشگاه مرکزی لنکاشایر ارائه شده‌است.

گروه بزرگ اختروش سترگ (به انگلیسی: Huge Large Quasar Group) که به اختصار آن را به شکل Huge-LQG و همچنین U1.27 نیز نمایش می‌دهند، یک گروه بزرگ اختروش است که از ۷۳ اختروش تشکیل شده و ۴ میلیارد سال نوری پهنا دارد. تا پیش از کشف دیوار بزرگ هرکول-کورونا بوریلیس در نوامبر ۲۰۰۳،
Huge-LQG بزرگترین ساختار شناخته شده در گیتی بود.
این گروه بزرگ اختروش در نوامبر ۲۰۱۲، توسط تیمی از اخترشناسان به سرپرستی راجر جی. کلوز در دانشگاه مرکزی لنکاشایر کشف شد. اخترشناسان از داده‌های نقشه‌برداری آسمانی دیجیتال اسلون استفاده نمودند.

## اندازه
طول Huge-LQG در حدود ۱۲۴۰ مگاپارسک (۴ میلیارد سال نوری)، عرض آن ۶۴۰ مگاپارسک و ارتفاعش ۳۷۰ مگاپارسک می‌باشد
و یکی از غول‌آساترین ساختارهای شناخته‌شده گیتی است. جرم آن در حدود {\displaystyle {\begin{smallmatrix}6.1\times 10^{18}M_{\odot }\end{smallmatrix}}} (بر حسب جرم خورشیدی) است. Huge-LQG در ابتدا U1.27 خوانده می‌شد زیرا میانگین انتقال به سرخ آن ۱.۲۷ است و همچنین در صورت فلکی شیر قرار دارد.
Huge-LQG در حدود ۶۱۵ مگاپارسک با گروه بزرگ اختروش کلوز-کمپوسانو (U1.28) گه در سال ۱۹۹۱ کشف شد، فاصله دارد.

## اصل کیهان‌شناختی
بنا بر اصل کیهان‌شناختی در مقیاسهای به اندازه کافی بزرگ جهان تقریباً همگن است، یعنی نوسانات آماری کمیتهایی مانند جرم، بین نواحی مختلف جهان بسیار اندک است. اما تعاریف مختلفی برای «حد همگن بودن» که برای نواحی بزرگتر از این حد نوسانات آماری به اندازه کافی کوچک می‌شوند، ارائه شده‌اند و تعریف مناسب به شرایط و موضوع مورد مطالعه بستگی دارد. یاداف بر مبنای ابعاد فراکتال جهان تعریفی برای این حد ارائه داد و بر پایه آن تعریف مقدار ۲۶۰ مگاپارسک برای آن محاسبه شد.
برخی از مطالعات دیگر تلاش کرده‌اند که مقدار حد همگن‌بودن را بر پایه همین تعریف محاسبه کنند که به مقادیری در دامنه ۷۰ تا ۱۳۰ مگاپارسک دست‌یافته‌اند.
دیوار بزرگ اسلون که در سال ۲۰۰۳ کشف شد، ۴۲۳ مگاپارسک بود
که از حد ۲۶۰ مگاپارسک بسیار بزرگتر است.
Huge-LQG پهنایی سه برابر حد بالای یاداف دارد و از این رو درک کنونی ما از جهان در مقیاسهای بزرگ را به چالش می‌کشد.